# Кампелло-суль-Клітунно
Кампелло-суль-Клітунно (італ. Campello sul Clitunno) — муніципалітет в Італії, у регіоні Умбрія,  провінція Перуджа.
Кампелло-суль-Клітунно розташоване на відстані близько 110 км на північ від Рима, 45 км на південний схід від Перуджі.
Населення — 2480 осіб (2014).
Щорічний фестиваль відбувається 26 червня. Покровитель — San Luigi.

## Демографія
Населення за роками:

Станом на 1 січня 2023 року в муніципалітеті офіційно проживало 147 іноземців з 26 країн, серед них 64 громадяни країн Євросоюзу та 8 громадян України.

## Сусідні муніципалітети
- Черрето-ді-Сполето
- Селлано
- Сполето
- Треві
- Валло-ді-Нера